# Jozef Peeters (musicus)
Godefried Jan Matheus Joseph (Jozef) Peeters (Neerpelt, 23 februari 1878 – Hasselt, 30 december 1951) was een Belgisch componist en dirigent.
Hij was zoon van Josephus Gysbert Peeters en Maria Elisabeth Boons. Hij was broer van Jules Peeters. en via die broer oom van Edgard Peeters. Hijzelf trouwde in september 1903 met Claire (Clara) Marie Joséphe Caroline Antoinette Jacobs.
Alhoewel uit een muzikale familie bleef hij het grootste gedeelte van zijn leven amateurmusicus. In zijn beroep groeide hij uit tot divisieoverste bij het provinciebestuur. In zijn vrije tijd werd hij toch een belangrijk man binnen de Limburgse muziekwereld. Hij gaf leiding aan een aantal harmonieorkesten (waaronder Société royale Sainte Cécile) en zangkoren in die provincie (Arthur Meulemanskoor). Voorts was hij bestuurslid van de Bond der Limburgse koren en monitor aan de Limburgse Orgelschool. Hij was ook enkele jaren ondervoorzitter bij de Limburgse Muziekfederatie. Hij gaf voordrachten en schreef artikelen over het Vlaamse lied en Limburgse muziek. 
Hij zou toch aan een studie harmonieleer en contrapunt beginnen hetgeen uitmondde in een kleine reeks composities voor koor en/of harmonieorkest.
Tijdens de Eerste Wereldoorlog verrichtte hij spionagediensten voor het Verenigd Koninkrijk in het kader van de inlichtingendienst Pro Patria (1914-1918) en werd daarvoor benoemd tot Officer of the British Empire. Peeters schreef er onder de naam Jef Peeters ook een (dag-)boekje over: "Oorlogsherinneringen van een spion-Mijne vlucht naar Holland" (1923).